# Sebastián Rodríguez de Villaviciosa
Sebastián Rodríguez de Villaviciosa (Tordesillas, Valladolid, c. 1618 - 1663), dramaturgo español del Siglo de Oro.

## Biografía
Poco se sabe sobre Sebastián de Villaviciosa. Fue clérigo y capellán de obediencia de la Encomienda de San Salvador de Pazos de Acentesio. Posiblemente es el Villaviciosa que cita Jerónimo de Cáncer en su Vejamen de la Academia castellana de Madrid. En 1644 elogia en una décima la obra de Francisco de Navarrete La casa de juego. Tuvo muchas amistades entre los dramaturgos cortesanos, con los cuales compuso muchas comedias en colaboración, especialmente con su amigo Juan de Matos Fragoso; según Emilio Cotarelo y Mori destacó sobre todo como entremesista, hasta el punto de poder ser comparado en el género con maestros como Miguel de Cervantes y Luis Quiñones de Benavente. Fue uno de los secretarios del certamen que para festejar la translación de la imagen de nuestra Señora de la Soledad a su nueva y suntuosa Capilla del Convento de la Victoria se celebró en Madrid el 19 de septiembre de 1660. Era en aquella fecha caballero del hábito de San Juan. Escribió una Silva a la muerte de la reina doña Isabel de Borbón, mujer del rey Felipe IV, composición que se lee en la Pompa funeral de la reina, impresa en Madrid, año de 1645.

## Obras
Escribió comedias con Agustín Moreto, Juan de Matos Fragoso, Juan Bautista Diamante, Jerónimo de Cáncer, Juan de Zabaleta, Francisco de Avellaneda, Ambrosio Arce y algún otro. Entre estas piezas es notable desde el punto de vista histórico La corte en el valle, escrita en unión de Matos y Avellaneda, sobre los tratos para la paz, el desposorio y entrega de la hija de Felipe IV a Luis XIV, comedia representada ante Su Majestad en su palacio de Valladolid, el 20 de junio de 1660, a la vuelta de tan célebre viaje, cuya Relación publicó en Madrid Leonardo del Castillo (1667). Su comedia La dama corregidor influyó en La femme juge et partie de Montfleury.
Él solo compuso El amor puesto en razón y La sortija de Florencia. Con su amigo Juan de Matos Fragoso compuso A lo que obliga el agravio, El redentor cautivo y El letrado del cielo. Al tándem Villaviciosa-Matos se unió a su vez Juan de Zabaleta (La Virgen de Fuencisla y Amor hace hablar a los mudos); con Francisco Avellaneda escribió La corte en el valle,Solo el piadoso es mi hijo y Cuantas veo, tantas quiero, una magnífica comedia de capa y espada; con Juan Bautista Diamante hizo Reinar por obedecer y con Agustín Moreto Nuestra Señora del Pilar.
Destacó en el cultivo del teatro breve: gran número de entremeses, entre los cuales fueron los más famosos el muy representado El sacristán Chinela, reimpreso también con el título deZancajo y Chinela, y El retrato de Juan Rana. Otros son La casa de vecindad, El casado por fuerza, El detenido don Calceta, El licenciado Truchón, La vida holgona, El hambriento, Muchas damas en una, Los poetas locos y La burla de los capones. Dos loas y muchos bailes como La endiablada, Los esdrújulos, El sacamuelas y Morena de Manzanares. También escribió mojigangas: Las figuras y Lo que pasa en una noche.